# Большая Кузьминка
Больша́я Кузьми́нка — село Липецкого района Липецкой области. Центр и единственный населённый пункт Большекузьминского сельсовета. Расположена на правом берегу реки Воронежа при впадении в неё реки Кузьминки.
Прежде селение называлось просто Кузьми́нкой (сегодня Малой Кузьминки нет, но есть Кузьминские Отвержки). Упоминается в документах 1627—1628 годов как вотчинное владение князя А. Н. Трубецкого. Видимо, селение появилось в начале XVII века.
В 1703—1706 годах близ села построен якорный завод, при котором имелась оружейно-сборочная мастерская.
По северной границе Большой Кузьминки проходит нефтепровод «Дружба».

## Население
| 2010 | 2012  | 2013 | 2014 | 2015 | 2016 | 2017  |
| ---- | ----- | ---- | ---- | ---- | ---- | ----- |
| 799  | ↘767  | ↘748 | ↘715 | ↗811 | ↗952 | ↗1035 |
| 2018 | 2021  |      |      |      |      |       |
| ↘998 | ↗1433 |      |      |      |      |       |